# NGC 2944/1
NGC 2944/1 је спирална галаксија у сазвежђу Лав која се налази на NGC листи објеката дубоког неба.
Деклинација објекта је + 32° 18' 38" а ректасцензија 9h 39m 18,0s. Привидна величина (магнитуда) објекта NGC 2944 износи 14,1 а фотографска магнитуда 14,8. NGC 29441 је још познат и под ознакама UGC 5144, MCG 6-21-67, CGCG 181-78, IRAS 09363+3232, KUG 0936+325A, Z 0936.4+3233, ARP 63, VV 82, PGC 27533.